# Liste des gouverneurs actuels des régions du Tchad
Cette page dresse la liste des gouverneurs actuels des 23 provinces du Tchad (dont la province spéciale est NDjamena)

## Gouverneurs
| Région                                                                | Chef-lieu    | Nom du Gouverneur            | En poste depuis (le) |
| --------------------------------------------------------------------- | ------------ | ---------------------------- | -------------------- |
| Barh El Gazel                                                         | Moussoro     | Abdelaziz Tchang-Lang Tokama | 22 novembre 2024     |
| Batha                                                                 | Ati          | Ahmat Goukouni Moralli       | 19 Septembre 2023    |
| Borkou                                                                | Faya Largeau | Djinta Bergon                | 19 septembre 2023    |
| Chari-Baguirmi                                                        | Massenya     | Alkhoudar Ali Fadil          | 23 octobre 2024      |
| Ennedi Est                                                            | Amdjarass    | Ahmat Kardayo Hisseine       | 19 Septembre 2023    |
| Ennedi Ouest                                                          | Fada         | Satadjim Succes Noël         | 23 Octobre 2024      |
| Guéra                                                                 | Mongo        | Mahamat Togou Tchohimi       | 31 Mars 2023         |
| Hadjer-Lamis                                                          | Massakory    | Ildjima Abderamane           | 29 Février 2024      |
| Kanem                                                                 | Mao          | Issakha Hassan JOGOI         | 17 Janvier 2023      |
| Lac                                                                   | Bol          | Saleh Haggar Tidjani         | 29 Février 2024      |
| Logone-Occidental                                                     | Moundou      | Goukouni Sidi Sidimi         | 23 Octobre 2024      |
| Logone-Oriental                                                       | Doba         | Toke Dadi                    | 19 Septembre 2023    |
| Mandoul                                                               | Koumra       | Ahmat Abdallah Fadoul        | 23 octobre 2024      |
| Mayo-Kebbi Est                                                        | Bongor       | Abdelkerim Seid Bauche       | 22 Novembre 2022     |
| Mayo-Kebbi-Ouest                                                      | Pala         | Sougour Mahamat Galma        | 19 Septembre 2023    |
| Moyen-Chari                                                           | Sarh         | Abderamane Ahmat Borgou      | 15 janvier 2024      |
| Délégation Générale du gouvernement auprès de la commune de N’Djamena | N'Djamena    | Amina Kodjiana               | 07 Octobre 2022      |
| Ouaddaï                                                               | Abéché       | Bachar Ali souleymane        | 07 Octobre 2022      |
| Salamat                                                               | Am Timane    | Abdoulaye Ibrahim Siam       | 23 mai 2021          |
| Sila                                                                  | Goz Beïda    | Ismael Yamouda Djorbo        | 24 janvier 2022      |
| Tandjilé                                                              | Laï          | Adoum Moustapha Brahimi      | 29 Février 2024      |
| Tibesti                                                               | Bardaï       | Mahamat Kochi Chidi          | 23 mai 2021          |
| Wadi Fira                                                             | Biltine      | Mahamat Abdelkerim ALI       | 29 Février 2024      |